# Ampeliscidae
De Ampeliscidae zijn een grote, vrij herkenbare familie vlokreeftjes uit de suborde Gammaridea. Ze komen voor in alle wereldzeeën.

## Kenmerken
De kop is niet met het eerste pereonsegment vergroeid en draagt één tot drie paar ogen.

De merussen van de derde en vierde pereopoden bezitten speciale kliercellen die een soort zijde afscheiden.

## Ecologie
Ampeliscidae gedijen in fijnkorrelige sedimenten. Hier vervaardigen ze kokertjes van zogenaamde amphipoden-zijde en sediment. Deze zijde kan worden vergeleken met spinnenzijde en is zeer sterk. Ze voeden zich met organisch afval gefilterd uit het sediment.
Ampeliscidae zijn benthische vlokreeftjes. Zo vormen ze bijvoorbeeld de dominante fauna in de noordelijke Beringzee waar ze het belangrijkste voedsel zijn voor de Californische grijze walvis.

## Voorkomen
De Ampeliscidae zijn een van de meest diverse vlokreeftjesfamilies, bestaande uit 299 erkende soorten. Ze worden gevonden in een verscheidenheid van zacht-substraat habitats van slib tot grind en van in de getijdenzone tot in de abyssale zones. Het zeer diverse geslacht Ampelisca wordt voornamelijk in ondiepe wateren gevonden, voornamelijk in de Atlantische Oceaan. De geslachten Byblis en Byblisoides daarentegen zijn beide diepwatersoorten van de Stille Oceaan. Het laatste geslacht, Haploops, is te vinden in de Noord-Atlantische Oceaan, voornamelijk in diepere wateren.

## Geslachten
Er zijn 4 genera beschreven.
- Ampelisca Krøyer, 1842 (195 soorten)
- Byblis Boeck, 1871 (80 soorten)
- Byblisoides K.H. Barnard, 1931 (6 soorten)
- Haploops Liljeborg, 1856 (18 soorten)